# Datam
Datam (grč. Δατάμης; „Datames“) je bio perzijski general i satrap (pokrajinski namjesnik) Kapadocije i Cilicije. Rodio se u Kariji kao sin Kamisara, te skitske ili paflagonijske majke. Njegov otac bio je satrap Cilicije u doba vladavine Artakserksa II., koji je Datama nakon što se iskazao u ratu protiv plemena Kadusijana primio u svoju osobnu stražu. Nakon što mu je otac poginuo u navedenom ratu 385. pr. Kr., Datam ga je naslijedio na mjestu satrapa. Iskazao se kao odličan vojskovođa te kao privrženi podanik velikog kralja; porazio je dvojicu pobunjenih satrapa Paflagonije i Kataonije. Povjesničar Diodor sa Sicilije spominje Datama u kontekstu satrapa Kapadocije i naziva ga sinom Anafa II., što se čini kronološki nemogućim. Naime, Anaf II. zapovjedao je kontigentom Kserksove vojske 480. pr. Kr. kada je imao najmanje 20 godina, što podrazumijeva veliku vremensku razliku između Anafovog rođenja i Datamove smrti (140 godina).
Perzijski vladar Artakserkso II. imenovao je Datama glavnim zapovjednikom pohoda protiv Egipta, no spletkarenje kraljevih neprijatelja dovelo ga je u nezgodnu poziciju pa je 368. pr. Kr. promijenio stranu odnosno podigao ustanak protiv velikog kralja. Zajedno sa svojim trupama povukao se u Kapadociju gdje se zajedno s drugim pokrajinskim vladarima priključio tzv. „Satrapskoj pobuni“.
Frigijski satrap Artabaz II. koji je ostao lojalan perzijskom vladaru pokušao se suprotstaviti Datamu, no u sukobu biva poražen. Nakon toga Artakserkso II. poslao je još veće snage predvođene lidijskim satrapom Autofradatom no Datam se opet uspijeva obraniti. Ipak, prilikom jednog sastanka Ariobarzanov sin Mitridat ubija Datama i druge pobunjene satrape čime je ustanak okončan.
Datam je ostao upamćen kao vrlo sposoban vojskovođa, što su priznavali i sami Grci s kojima Datam nije došao u doticaj. Kornelije Nepot naziva ga jednim od „najsposobnijim generalom van Grčke i Rima, izuzevši Hamilkara i Hanibala“. Prema Diodoru sa Sicilije, Datam je umro prije Artakserksa II., najvjerojatnije 361. pr. Kr. kada ga je naslijedio Mazej.

## Poveznice
- Perzijsko Carstvo
- Kapadocija
- Cilicija

| Prethodnik:                                                          | Satrap Cilicije (385. - 361. pr. Kr.) _________________________ Satrap Kapadocije | Nasljednik:                                                   |
| Kamisar (cca 400. - 385. pr. Kr.) _________________________ Anaf II. | Satrap Cilicije (385. - 361. pr. Kr.) _________________________ Satrap Kapadocije | Mazej (361. - 333. pr. Kr.) _________________________ Arijamn |

## Vanjske poveznice
- [neaktivna poveznica]
- Datam (Datames), AncientLibrary.com
- Datam (Perseus: antički rječnik)[neaktivna poveznica]
- Antičke kovanice: Datam (WildWinds.com)
- Kornelije Nepot: „Datam“ (Tertullian.org)
- Pierre Briant: „Od Kira do Aleksandra: Povijest Perzijskog Carstva“ (From Cyrus to Alexander: A History of the Persian Empire), preveo Peter Daniels, Indiana: Eisenbrauns, 2002., str. 133.